# 寬口食蚊魚
寬口食蚊魚，為輻鰭魚綱鯉齒目鯉齒亞目花鳉科的其中一種，被IUCN列為極危保育類動物，分布於中美洲墨西哥Grijalva河流域，體長可達3.5公分，屬於肉食性，生活習性不明。

## 擴展閱讀
維基物種上的相關：寬口食蚊魚